# Puerto-ricomango
De puerto-ricomango (Anthracothorax aurulentus) is een vogel uit de familie Trochilidae (kolibries). De soort is lang als ondersoort beschouwd van de Dominicaanse mango (A. dominicus).

## Verspreiding en leefgebied
Deze soort komt voor op de Maagdeneilanden en Puerto Rico.